# 15964 Billgray
15964 Billgray (1998 DU) là một tiểu hành tinh vành đai chính bên trong được phát hiện ngày 19 tháng 2 năm 1998 bởi J. M. Roe ở Oaxaca.